# Eisriesenwelt
Eisriesenwelt, Świat lodowych olbrzymów – system lodowych jaskiń znajdujący się w Austrii, w Alpach Salzburskich, w masywie Tennengebirge (Góry Tennen), na płd.- wsch. od miasta Salzburg. Wejście do jaskiń znajduje się 1100 m powyżej miejscowości Werfen, na wysokości 1641 m n.p.m.

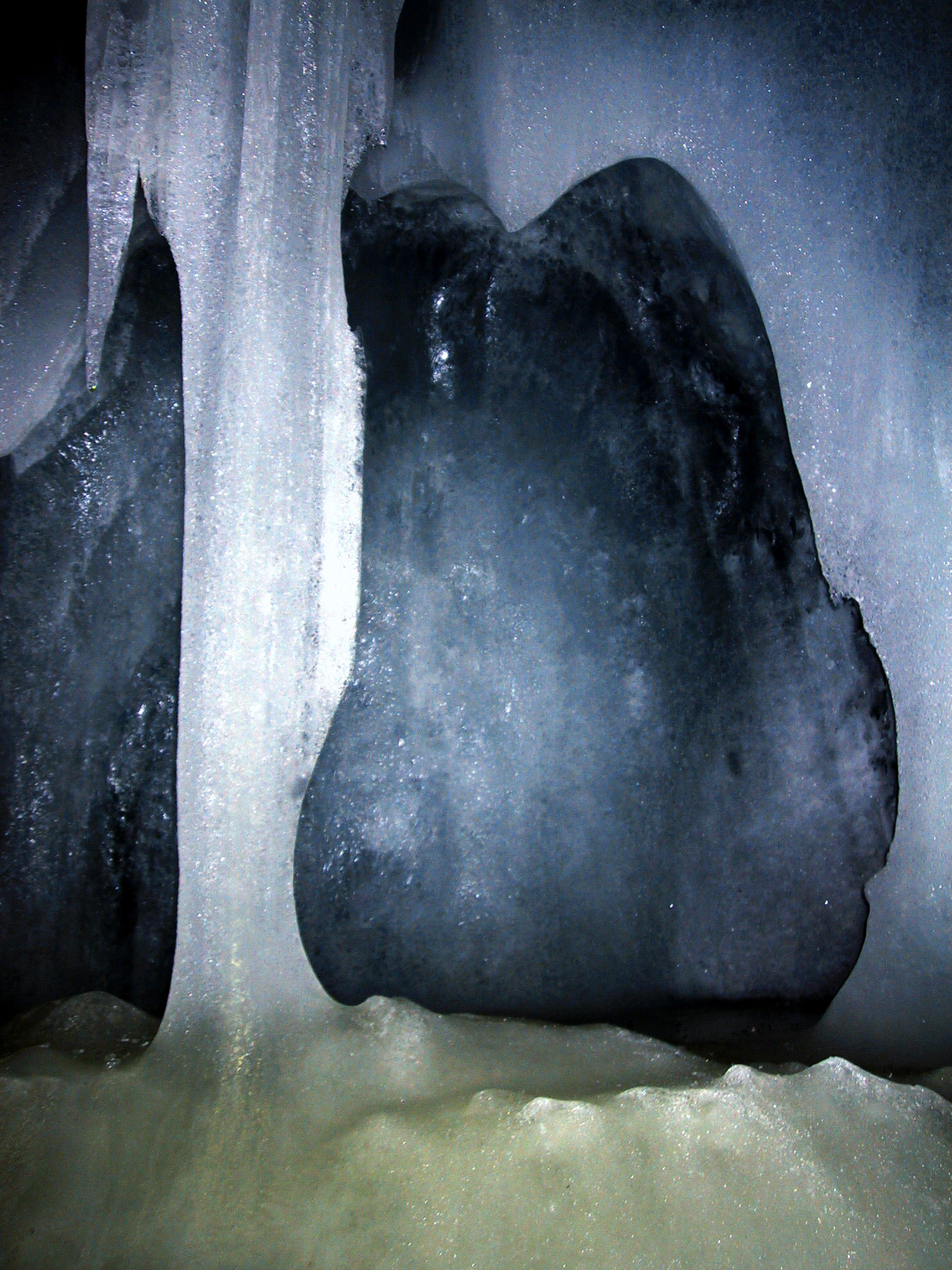

Jest największą na świecie naturalną jaskinią złożoną z wielu jaskiń wypełnionych przez cały rok lodem. Temperatura wewnątrz tych grot jest poniżej 0 °C, a przeciekająca przez wapienne szczeliny w sklepieniu woda natychmiast zamarza. Całość rozciąga się na długości ok. 42 kilometrów, znajduje się wewnątrz góry Hochkogel (Tennengebirge). Rocznie jaskinię odwiedza ok. 200 000 turystów. Do oświetlenia jaskini używa się karbidowych lamp oraz magnezji.
Różne formy lodowych formacji zyskały swe nazwy np.: Lodowe Organy, Lodowa Kaplica, Lodowe Odrzwia.
Masyw, w którym powstały jaskinie tworzące świat lodowych grot, został utworzony w czasie późnego trzeciorzędu. Wejście do jaskiń prowadzi do ściany wznoszącej się na wysokość 30 metrów, na jej szczycie rozciąga się cały szereg pieczar i grot. 
Historia odkrycia jaskiń sięga roku 1879, kiedy to badacz Anton von Posselt-Czorich dotarł tylko na głębokość 200 metrów, po czym natrafił na ścianę lodu. Po ponad 30 latach następnym badaczem był speleolog Alexander von Mörk. W latach 1912 i 1913 poprowadził ekspedycję, wykuwając stopnie w lodowej ścianie. Za nią ujrzał świat, który nazwał Eisriesenwelt. Znalazł tam groty i komnaty tworzące z lodowych kryształów kompozycje przypominające roślinne ornamenty.
Wybuch I wojny światowej przerwał badania nad grotami, które zostały wznowione po zakończeniu działań wojennych. Sam Alexander von Mörk już nie brał udziału, zginął w czasie walk wojennych. Na jego cześć jedną z grot nazwano jego imieniem – Katedrą Aleksandra von Mörka, a urna z popiołami speleologa została ustawiona w jednej z nisz.